# パソナ
株式会社パソナ（英: Pasona Inc.）は、東京都港区南青山に本社を置く、人材派遣事業などを展開している企業。パソナグループの完全子会社であり、同グループの中核企業である。日本人材派遣協会会員。
2020年8月31日に、本社の主要機能を兵庫県の淡路島に移す方針を明らかにした。淡路島の西岸にテーマパーク「ニジゲンノモリ」、「ゴジラ」のミュージアム、「ハローキティ」レストランなどを開設している。

## 沿革
- 1976年2月 - 大阪市北区に、人材派遣事業を主業務として株式会社 マンパワーセンターを設立。
- 1979年 - 株式会社 テンポラリーセンターに改称。
- 1980年8月 - 中高年向け就業支援を主とする子会社として、株式会社エルダーマネジメントセンターを設立。後に同社は、2011年7月現在のランスタッド株式会社となる。
- 1986年7月 - 労働者派遣法の施行により、一般労働者派遣事業許可を取得。
- 1993年6月 - 株式会社テンポラリーセンターの商号を株式会社パソナに変更。
- 1999年12月 - 「(旧)株式会社パソナ（現・南部エンタープライズ）」と、「株式会社パソナサンライズ」の2社、東京都千代田区一ツ橋に本社を移転。
- 2000年 - 旧株式会社パソナより労働者派遣事業を譲受し、株式会社パソナに改称。
- 2001年12月 - 大阪証券取引所 ナスダック・ジャパン市場（現 ヘラクレス）に上場。
- 2002年10月 - テンプスタッフ株式会社、株式会社リクルートスタッフィングと3社共同出資で、人材派遣一括管理システム「e-staffing」を提供する「株式会社イー・スタッフィング」設立。
- 2003年6月 - 教育事業を展開する河合塾と共同で、各種試験に関わる業務のアウトソーシングサービスを行う、「株式会社全国試験運営センター」設立。
- 2003年10月 - 東京証券取引所市場第一部に上場。
- 2004年3月 - 「株式会社パソナテック」が日本証券業協会（ジャスダック）に店頭登録。
- 2004年9月 - 若年層への就職支援をより充実させるべく新卒派遣事業部を分社化。日本初の新卒・第二新卒に特化した人材派遣・紹介を行う「株式会社パソナオン」（現 株式会社パソナユース）として事業開始。
- 2004年11月 - 東京都千代田区大手町に本社を移転（大手町野村ビル）。
- 2005年 - 教育機関「仕事大学校」設立。
- 2005年11月 - 日本初となる紹介予定派遣の専門会社 「株式会社 パソナ テンプ トゥ パーム」設立。
- 2006年3月 - 中国で日系企業を中心に人材紹介サービスを行う「Pasona Human Resources（Shanghai）Co.,Ltd」を設立。
- 2006年3月 - 「株式会社ベネフィット・ワン」が東京証券取引所第二部に上場。
- 2006年4月 - 「株式会社エディオン」との共同出資で、エディオングループの家電量販店への派遣業務を中心に行う「株式会社パソナeプロフェッショナル」を設立。
- 2006年12月 - 「パソナNA」と「米国三菱商事」と合弁で「パソナMIC」を米国シカゴに設立。
- 2007年2月 - 特別顧問として竹中平蔵が就任。
- 2007年12月 - 株式移転により設立された株式会社パソナグループの完全子会社となる。
- 2009年8月 - 竹中平蔵がパソナグループ取締役会長に就任。
- 2016年12月8日 - 兵庫県立淡路島公園のエンターテイメント施設「ニジゲンノモリ」の運営会社「株式会社ニジゲンノモリ」設立。
- 2020年8月31日、東京の本社の主要機能を兵庫県の淡路島に移す方針を発表。営業、人事部門などの社員約1000人を2021年春までに淡路島に異動させる。新型コロナウイルスの感染拡大で在宅勤務が普及したことを受け、「どこでも仕事ができる」ことを実証する。また、同社は淡路島の西岸にテーマパーク「ニジゲンノモリ」や怪獣「ゴジラ」のミュージアム、「ハローキティ」のレストランなどを開設しており、こうした観光事業との相乗効果も狙う[3]。
  - なお、本社自体の淡路島への移転については災害などといった、非常時のリスクに備えた拠点分散の観点から「考えていない」と否定し、引き続き東京に置くことを神戸新聞とのインタビューでパソナグループ代表の南部靖之が明らかにしている[4]。
- 2022年8月 - 竹中平蔵がパソナグループ取締役会長を退任[5]。

## 提携
- 他業種との提携例として、河合塾・エディオン・SMBC日興証券などがある。
- 2014年5月24日、神奈川県と連携協定を結んだ[6]。

## コロナ下での戦略
新型コロナウイルスの影響で外国人の受け入れが進まない中、海外に住んだままリモートコントロールで働く外国人のIT（情報技術）人材を日本企業に紹介する。海外のデジタル人材を求める日本企業は多いため、現地に拠点がない中小企業でもIT業務の担い手を確保でき、国境を越えた人材活用が一段と進む可能性がある。パソナは現地の理工系大学などとネットワークがあり、IT系に強いインドや韓国、ベトナムの専門人材を紹介する。日本企業との間で業務委託契約を結んでもらうか、パソナの現地法人が人材を直接雇用し、企業から請け負ったシステムやアプリの開発などをこなしてもらうとしている。

## 施設
- 仁風林（東京都港区元麻布）
- のじまスコーラ（兵庫県淡路市）
- ニジゲンノモリ（兵庫県淡路市）
- ハローキティスマイル（兵庫県淡路市）
- ハローキティショーボックス（兵庫県淡路市）

## 不祥事・諸問題

### 大阪府八尾市の受託窓口業務における従業員による手数料着服
大阪府八尾市から受託した市民課窓口業務（住民票等の各種証明書発行受付、手続き案内、手数料の徴収、市への納付）に携わっていたパソナの男性社員が市民課窓口業務で使用しているレジにあらかじめ過少に件数を入力操作し、その過少相当分の申請書をチェック日まで別途保管した上でレジから当該相当分の現金を着服し、市に提出する日報においても不正操作後の金額を記載する手口で、2017年10月～2019年9月までの間、約400回にわたり14,222,850円を着服していた。2019年9月中旬、レジ精算作業にて数万円の不足が判明し、男性社員に事情を聴いて不正が発覚した。パソナは当該社員を懲戒解雇としたうえで市に全額を弁済したが、八尾市は2019年10月8日付にて、契約違反により2カ月の入札参加停止の措置とした。

### 持続化給付金事業の受託をめぐる問題
2019年新型コロナウイルス感染症の流行に伴う経済産業省外局中小企業庁による持続化給付金事業を、サービスデザイン推進協議会が受託し、同協議会から電通に再委託していた。電通から電通ライブ、電通テック、電通国際情報サービス、電通デジタル、電通東日本などに再々委託し、さらに電通ライブからはパソナ、大日本印刷、トランスコスモスなどに再々々委託していた。これは、キャッシュレス・ポイント還元事業におけるキャッシュレス推進協議会を媒介にした構図と同じであり、ここでもパソナは再々々受託の関係にある。
この過程で、電通本体及び電通グループ子会社6社で少なくとも154億円あまりの緊急支援的意味合いのある公共事業の下で、公金ないし税金が大規模にピンハネないし丸投げの形で"中抜き"されていたことが報じられているが、パソナへの外注費などは明らかになっていない。

### 2020東京五輪・パラ大会運営費のピンハネ・丸投げ問題
2021年6月7日の東京五輪・パラ大会開会直前、JOCの経理部長が都営地下鉄浅草線中延駅で、電車に飛び込み逝去した。折しも、東京五輪・パラ大会の大会運営業務委託に絡み、東急エージェンシー、ADK、博報堂、そして電通など大手広告代理店数社や、フジメディアHG系列の番組制作会社フジクリエイティブコーポレーションに加え人材派遣会社パソナによる、「日給35万」といった人件費や管理費名目の多額にのぼる中抜き（中間搾取やピンハネ、丸投げ）がテレビ報道での告発や国会審議などで問題化されており、様々な推察や臆測を呼んだ。

### 新型コロナウイルスのワクチン接種の電話受け付け業務
ワクチン接種の電話受付業務を巡り、委託料計約10億8000万円分を過大請求していたと発表。